# Gryllopsis capitata
Gryllopsis capitata är en insektsart som beskrevs av Lucien Chopard 1951. Gryllopsis capitata ingår i släktet Gryllopsis och familjen syrsor. Inga underarter finns listade i Catalogue of Life.